# Medagliere individuale delle Olimpiadi degli scacchi
Questo medagliere raccoglie il numero di medaglie vinte dai singoli giocatori nelle edizioni ufficiali delle Olimpiadi degli scacchi. Sono contate anche le medaglie assegnate per le migliori performance Elo (tra il 1984 e il 2006).
Il medagliere è aggiornato alle olimpiadi di  Tromsø 2014.

## Medaglie individuali

### Torneoopen
- Nota: la lista comprende solo i giocatori che hanno ottenuto almeno una medaglia d'oro individuale.

| Pos. | Giocatore                | Paese                             | Scacchiera    |   |   |   | Totale |
| ---- | ------------------------ | --------------------------------- | ------------- | - | - | - | ------ |
| 1    | Garri Kasparov           | Unione Sovietica, Russia          | 1, 2, 6       | 7 | 2 | 2 | 11     |
| 2    | Tigran Petrosyan         | Unione Sovietica                  | 1, 2, 4, 6    | 6 | 0 | 0 | 6      |
| 3    | Michail Tal'             | Unione Sovietica                  | 1, 3, 4, 5, 6 | 5 | 2 | 0 | 7      |
| 4    | Paul Keres               | Estonia, Unione Sovietica         | 1, 3, 4       | 5 | 1 | 1 | 7      |
| 5    | Vasilij Smyslov          | Unione Sovietica                  | 2, 3, 5, 6    | 4 | 2 | 2 | 8      |
| 6    | Viktor Korčnoj           | Unione Sovietica, Svizzera        | 1, 2, 3, 4, 5 | 4 | 0 | 3 | 7      |
| 7    | Juchym Heller            | Unione Sovietica                  | 4, 5, 6       | 3 | 3 | 0 | 6      |
| 8    | Miguel Najdorf           | Polonia, Argentina                | 1, 2, 3       | 3 | 1 | 0 | 4      |
| 8    | David Bronštejn          | Unione Sovietica                  | 3, 4          | 3 | 1 | 0 | 4      |
| 8    | Anatolij Karpov          | Unione Sovietica                  | 1, 2, 5       | 3 | 1 | 0 | 4      |
| 11   | Boris Spasskij           | Unione Sovietica, Francia         | 1, 2, 3, 6    | 3 | 0 | 2 | 5      |
| 11   | Vladimir Kramnik         | Russia                            | 1, 5          | 3 | 0 | 2 | 5      |
| 13   | Veselin Topalov          | Bulgaria                          | 1             | 2 | 2 | 1 | 5      |
| 13   | Borislav Ivkov           | Jugoslavia                        | 2, 3, 4       | 2 | 2 | 1 | 5      |
| 15   | Aleksandr Alechin        | Francia                           | 1             | 2 | 2 | 0 | 4      |
| 16   | Michail Botvinnik        | Unione Sovietica                  | 1, 2          | 2 | 1 | 2 | 5      |
| 16   | Isaac Kashdan            | Stati Uniti                       | 1, 3          | 2 | 1 | 2 | 5      |
| 18   | Salo Flohr               | Cecoslovacchia                    | 1             | 2 | 1 | 1 | 4      |
| 18   | Georgi Tringov           | Bulgaria                          | 2, 3, 4, 5    | 2 | 1 | 1 | 4      |
| 20   | John Nunn                | Inghilterra                       | 2, 3, 6       | 2 | 1 | 0 | 3      |
| 20   | Rafayel Vahanyan         | Unione Sovietica, Armenia         | 1, 2, 3, 5, 6 | 2 | 1 | 0 | 3      |
| 22   | Mohamad Al-Modiahki      | Qatar                             | 1             | 2 | 0 | 2 | 4      |
| 23   | James Tarjan             | Stati Uniti                       | 4, 5, 6       | 2 | 0 | 1 | 3      |
| 23   | Sergej Karjakin          | Ucraina, Russia                   | 3, 4, 6       | 2 | 0 | 1 | 3      |
| 25   | Robert Hübner            | Germania Ovest                    | 1             | 2 | 0 | 0 | 2      |
| 25   | Zenón Franco Ocampos     | Paraguay                          | 1             | 2 | 0 | 0 | 2      |
| 25   | Israel Horowitz          | Stati Uniti                       | 2, 4          | 2 | 0 | 0 | 2      |
| 25   | Andor Lilienthal         | Ungheria                          | 2, 5          | 2 | 0 | 0 | 2      |
| 25   | Frank Anderson           | Canada                            | 2             | 2 | 0 | 0 | 2      |
| 25   | Andreas Dückstein        | Austria                           | 2             | 2 | 0 | 0 | 2      |
| 25   | Ennio Arlandi            | Italia                            | 3, 5          | 2 | 0 | 0 | 2      |
| 25   | Baadur Jobava            | Georgia                           | 4             | 2 | 0 | 0 | 2      |
| 25   | Raúl Sanguineti          | Argentina                         | 4, 5          | 2 | 0 | 0 | 2      |
| 25   | Dmitrij Jakovenko        | Russia                            | 5             | 2 | 0 | 0 | 2      |
| 34   | Aleksandar Matanović     | Jugoslavia                        | 3, 4, 6       | 1 | 2 | 1 | 4      |
| 36   | Yasser Seirawan          | Stati Uniti                       | 1, 2, 3, 4    | 1 | 2 | 0 | 4      |
| 36   | Suchart Chaivichit       | Thailandia                        | 3, 4          | 1 | 2 | 0 | 4      |
| 36   | Milan Matulović          | Jugoslavia                        | 3, 4, 6       | 1 | 2 | 0 | 4      |
| 36   | Vladimir Hakobyan        | Armenia                           | 1, 2, 3       | 1 | 2 | 0 | 3      |
| 39   | Vasyl' Ivančuk           | Unione Sovietica, Ucraina         | 1             | 1 | 1 | 3 | 4      |
| 41   | Evgeni Ermenkov          | Bulgaria, Palestina               | 1, 4          | 1 | 1 | 1 | 3      |
| 41   | Larry Evans              | Stati Uniti                       | 3, 4, 6       | 1 | 1 | 1 | 3      |
| 41   | Gedeon Barcza            | Ungheria                          | 1, 3, 5       | 1 | 1 | 1 | 3      |
| 41   | Christian Langeweg       | Paesi Bassi                       | 3, 4          | 1 | 1 | 1 | 3      |
| 45   | William Hook             | Isole Vergini Britanniche         | 1             | 1 | 1 | 0 | 2      |
| 45   | Daniel Cámpora           | Argentina                         | 1             | 1 | 1 | 0 | 2      |
| 45   | Utut Adianto             | Indonesia                         | 1             | 1 | 1 | 0 | 2      |
| 45   | Reuben Fine              | Stati Uniti                       | 1, 2, 3       | 1 | 1 | 0 | 2      |
| 45   | Julio Bolbochán          | Argentina                         | 2             | 1 | 1 | 0 | 2      |
| 45   | Tudev Ujtumen            | Mongolia                          | 2             | 1 | 1 | 0 | 2      |
| 45   | Adam Kuligowski          | Polonia                           | 2, 3          | 1 | 1 | 0 | 2      |
| 45   | Ruslan Ponomarëv         | Ucraina                           | 2, 6          | 1 | 1 | 0 | 2      |
| 45   | Carlos Matamoros Franco  | Ecuador                           | 3             | 1 | 1 | 0 | 2      |
| 45   | Arthur Dake              | Stati Uniti                       | 3, 4          | 1 | 1 | 0 | 2      |
| 45   | Gösta Danielsson         | Svezia                            | 4             | 1 | 1 | 0 | 2      |
| 45   | István Csom              | Ungheria                          | 4, 5          | 1 | 1 | 0 | 2      |
| 45   | Artur Jusupov            | Unione Sovietica                  | 3, 4, 5, 6    | 1 | 1 | 0 | 2      |
| 45   | Wang Yue                 | Cina                              | 4             | 1 | 1 | 0 | 2      |
| 45   | Leonid Štejn             | Unione Sovietica                  | 4, 5          | 1 | 1 | 0 | 2      |
| 45   | William Lombardy         | Stati Uniti                       | 5, 6          | 1 | 1 | 0 | 2      |
| 45   | Boris De Greiff          | Colombia                          | 4             | 1 | 1 | 0 | 2      |
| 45   | Stuart Fancy             | Papua Nuova Guinea                | 2, 6          | 1 | 1 | 0 | 2      |
| 45   | Lewon Aronyan            | Armenia                           | 1             | 1 | 1 | 0 | 2      |
| 63   | Bent Larsen              | Danimarca                         | 1             | 1 | 0 | 2 | 3      |
| 63   | Savelij Tartakover       | Polonia                           | 1, 2          | 1 | 0 | 2 | 3      |
| 63   | Yrjö Rantanen            | Finlandia                         | 2, 3, 5       | 1 | 0 | 2 | 3      |
| 63   | Petar Trifunović         | Jugoslavia                        | 2, 3, 4       | 1 | 0 | 2 | 3      |
| 67   | Friðrik Ólafsson         | Islanda                           | 1             | 1 | 0 | 1 | 2      |
| 67   | Wolfgang Uhlmann         | Germania Est                      | 1             | 1 | 0 | 1 | 2      |
| 67   | Oscar Panno              | Argentina                         | 2, 3          | 1 | 0 | 1 | 2      |
| 67   | Vladimirs Petrovs        | Lettonia                          | 1, 3          | 1 | 0 | 1 | 2      |
| 67   | Gennadij Sosonko         | Paesi Bassi                       | 2, 3          | 1 | 0 | 1 | 2      |
| 67   | Erik Lundin              | Svezia                            | 2, 3          | 1 | 0 | 1 | 2      |
| 67   | William Hartston         | Inghilterra                       | 2, 3          | 1 | 0 | 1 | 2      |
| 67   | Ljubomir Ljubojević      | Jugoslavia                        | 1, 2, 3       | 1 | 0 | 1 | 2      |
| 67   | Braslav Rabar            | Jugoslavia                        | 2, 4          | 1 | 0 | 1 | 2      |
| 67   | Shimon Kagan             | Israele                           | 4             | 1 | 0 | 1 | 2      |
| 67   | Isaias Pleci             | Argentina                         | 4, 5          | 1 | 0 | 1 | 2      |
| 67   | Franciscus Kujpers       | Paesi Bassi                       | 6             | 1 | 0 | 1 | 2      |
| 67   | Boris Avrukh             | Israele                           | 6             | 1 | 0 | 1 | 2      |
| 81   | Héctor Rossetto          | Germania Ovest                    | 1             | 1 | 0 | 0 | 1      |
| 81   | José Raúl Capablanca     | Cuba                              | 1             | 1 | 0 | 0 | 1      |
| 81   | Svetozar Gligorić        | Jugoslavia                        | 1             | 1 | 0 | 0 | 1      |
| 81   | Jan Timman               | Paesi Bassi                       | 1             | 1 | 0 | 0 | 1      |
| 81   | Karl Robatsch            | Austria                           | 1             | 1 | 0 | 0 | 1      |
| 81   | Craig Van Tilbury        | Isole Vergini Americane           | 1             | 1 | 0 | 0 | 1      |
| 81   | Raül García Paolicchi    | Andorra                           | 1             | 1 | 0 | 0 | 1      |
| 81   | Robert Gwaze             | Zimbabwe                          | 1             | 1 | 0 | 0 | 1      |
| 81   | Tanveer Gillani          | Pakistan                          | 1             | 1 | 0 | 0 | 1      |
| 81   | Péter Lékó               | Ungheria                          | 1             | 1 | 0 | 0 | 1      |
| 81   | Gösta Stoltz             | Svezia                            | 2             | 1 | 0 | 0 | 1      |
| 81   | Frank Marshall           | Stati Uniti                       | 2, 4          | 1 | 0 | 0 | 1      |
| 81   | Yosef Porath             | Palestina, Israele                | 2             | 1 | 0 | 0 | 1      |
| 81   | Rico Mascariñas          | Filippine                         | 2             | 1 | 0 | 0 | 1      |
| 81   | Imed Abdelnabi           | Egitto                            | 2             | 1 | 0 | 0 | 1      |
| 81   | Dibyendu Barua           | India                             | 2             | 1 | 0 | 0 | 1      |
| 81   | Jaime Sunyé Neto         | Brasile                           | 2             | 1 | 0 | 0 | 1      |
| 81   | Carlos Dávila            | Nicaragua                         | 2             | 1 | 0 | 0 | 1      |
| 81   | Nguyên Ngoc Truong Son   | Vietnam                           | 2             | 1 | 0 | 0 | 1      |
| 81   | Richard Robinson         | Bermuda                           | 2             | 1 | 0 | 0 | 1      |
| 81   | Odion Aikhoje            | Nigeria                           | 2             | 1 | 0 | 0 | 1      |
| 81   | Jean-Philippe Gentilleau | Monaco                            | 2             | 1 | 0 | 0 | 1      |
| 81   | Mohamed Tissir           | Marocco                           | 2             | 1 | 0 | 0 | 1      |
| 81   | Josep Oms Palisse        | Andorra                           | 2             | 1 | 0 | 0 | 1      |
| 81   | Erich Eliskases          | Austria, Germania, Argentina      | 1, 3          | 1 | 0 | 0 | 1      |
| 81   | Ludwig Engels            | Germania                          | 3             | 1 | 0 | 0 | 1      |
| 81   | Marcelo Carrión          | Rep. Dominicana                   | 3             | 1 | 0 | 0 | 1      |
| 81   | José Felix Villareal     | Messico                           | 3             | 1 | 0 | 0 | 1      |
| 81   | Nigel Short              | Inghilterra                       | 1, 3, 6       | 1 | 0 | 0 | 1      |
| 81   | Rodrigo Reyes            | Guatemala                         | 3             | 1 | 0 | 0 | 1      |
| 81   | Egon Brestian            | Austria                           | 3             | 1 | 0 | 0 | 1      |
| 81   | Aleksandr Nenašev        | Uzbekistan                        | 3             | 1 | 0 | 0 | 1      |
| 81   | Saidali Iuldachev        | Uzbekistan                        | 3, 6          | 1 | 0 | 0 | 1      |
| 81   | Reynaldo Vera González   | Cuba                              | 3             | 1 | 0 | 0 | 1      |
| 81   | Dragoljub Jacimović      | Macedonia del Nord                | 3             | 1 | 0 | 0 | 1      |
| 81   | Cerdas Barus             | Indonesia                         | 3             | 1 | 0 | 0 | 1      |
| 81   | Manuel Larrea            | Uruguay                           | 3             | 1 | 0 | 0 | 1      |
| 81   | Albert Becker            | Austria, Germania                 | 3             | 1 | 0 | 0 | 1      |
| 81   | Gabriel Sargsyan         | Armenia                           | 3             | 1 | 0 | 0 | 1      |
| 81   | Yu Yangyi                | Cina                              | 3             | 1 | 0 | 0 | 1      |
| 81   | Karel Opočenský          | Cecoslovacchia                    | 4             | 1 | 0 | 0 | 1      |
| 81   | Gunnar Friedemann        | Estonia                           | 4             | 1 | 0 | 0 | 1      |
| 81   | Čeněk Kottnauer          | Cecoslovacchia                    | 4             | 1 | 0 | 0 | 1      |
| 81   | Lhamsuren Myagmasuren    | Mongolia                          | 4             | 1 | 0 | 0 | 1      |
| 81   | Tan Hiong Liong          | Indonesia                         | 4             | 1 | 0 | 0 | 1      |
| 81   | David Friedgood          | Sudafrica                         | 4             | 1 | 0 | 0 | 1      |
| 81   | Helmut Pfleger           | Germania Ovest                    | 4             | 1 | 0 | 0 | 1      |
| 81   | Nikola Sedlak            | Serbia                            | 4             | 1 | 0 | 0 | 1      |
| 81   | Michael Stean            | Inghilterra                       | 4             | 1 | 0 | 0 | 1      |
| 81   | Glenn Bordonada          | Filippine                         | 4             | 1 | 0 | 0 | 1      |
| 81   | Simen Agdestein          | Norvegia                          | 4             | 1 | 0 | 0 | 1      |
| 81   | Pricha Sinprayoon        | Thailandia                        | 4             | 1 | 0 | 0 | 1      |
| 81   | Roberto Martín del Campo | Messico                           | 4             | 1 | 0 | 0 | 1      |
| 81   | Gustavo Zelaya           | El Salvador                       | 4             | 1 | 0 | 0 | 1      |
| 81   | Matthew Sadler           | Inghilterra                       | 4             | 1 | 0 | 0 | 1      |
| 81   | Hamaid Gadhi             | Yemen                             | 4             | 1 | 0 | 0 | 1      |
| 81   | Ašot Anastasyan          | Armenia                           | 4, 6          | 1 | 0 | 0 | 1      |
| 81   | Mahed Ayyad              | Brunei                            | 4             | 1 | 0 | 0 | 1      |
| 81   | Dragisa Blagoljević      | Montenegro                        | 4             | 1 | 0 | 0 | 1      |
| 81   | Karel Skalička           | Cecoslovacchia                    | 5             | 1 | 0 | 0 | 1      |
| 81   | Samuel Shankland         | Stati Uniti                       | 5             | 1 | 0 | 0 | 1      |
| 81   | Herman Pilnik            | Argentina                         | 5             | 1 | 0 | 0 | 1      |
| 81   | Glicerio Badilles        | Hong Kong                         | 5             | 1 | 0 | 0 | 1      |
| 81   | Jurij Balašov            | Unione Sovietica                  | 5             | 1 | 0 | 0 | 1      |
| 81   | Bjørn Tiller             | Norvegia                          | 5             | 1 | 0 | 0 | 1      |
| 81   | Daniel Roos              | Francia                           | 5             | 1 | 0 | 0 | 1      |
| 81   | Dewperkash Gajadin       | Suriname                          | 5             | 1 | 0 | 0 | 1      |
| 81   | József Pintér            | Ungheria                          | 5             | 1 | 0 | 0 | 1      |
| 81   | Javier Ochoa de Echagüen | Spagna                            | 5             | 1 | 0 | 0 | 1      |
| 81   | Jonathan Mestel          | Inghilterra                       | 5             | 1 | 0 | 0 | 1      |
| 81   | Luís Muñiz               | Porto Rico                        | 5             | 1 | 0 | 0 | 1      |
| 81   | Eduardo Vásquez          | El Salvador                       | 5             | 1 | 0 | 0 | 1      |
| 81   | Sate Husari              | Siria                             | 5             | 1 | 0 | 0 | 1      |
| 81   | Vjačeslav Dydyško        | Bielorussia                       | 5             | 1 | 0 | 0 | 1      |
| 81   | Karen Asryan             | Armenia                           | 3, 5          | 1 | 0 | 0 | 1      |
| 81   | Andrew Muir              | Scozia                            | 5             | 1 | 0 | 0 | 1      |
| 81   | Taleb Moussa             | Emirati Arabi Uniti               | 5             | 1 | 0 | 0 | 1      |
| 81   | Jassim Saleh             | Emirati Arabi Uniti               | 5             | 1 | 0 | 0 | 1      |
| 81   | Vaidas Sakalauskas       | Lituania                          | 5             | 1 | 0 | 0 | 1      |
| 81   | Bashir Al-Qudaimi        | Yemen                             | 5             | 1 | 0 | 0 | 1      |
| 81   | Ludwig Rellstab          | Germania Ovest                    | 6             | 1 | 0 | 0 | 1      |
| 81   | S. Burstein              | Francia                           | 6             | 1 | 0 | 0 | 1      |
| 81   | Győző Forintos           | Ungheria                          | 6             | 1 | 0 | 0 | 1      |
| 81   | László Bárczay           | Ungheria                          | 6             | 1 | 0 | 0 | 1      |
| 81   | Samuel Estimo            | Filippine                         | 6             | 1 | 0 | 0 | 1      |
| 81   | Aldo Haik                | Francia                           | 6             | 1 | 0 | 0 | 1      |
| 81   | Kim Commons              | Stati Uniti                       | 6             | 1 | 0 | 0 | 1      |
| 81   | John Turner              | Isole Vergini Americane           | 6             | 1 | 0 | 0 | 1      |
| 81   | Predrag Nikolić          | Jugoslavia, Bosnia ed Erzegovina  | 6             | 1 | 0 | 0 | 1      |
| 81   | Gorden Comben            | Squadra congiunta Guernsey-Jersey | 6             | 1 | 0 | 0 | 1      |
| 81   | Marios Schinis           | Cipro                             | 6             | 1 | 0 | 0 | 1      |
| 81   | Ng Ek Teong              | Malaysia                          | 6             | 1 | 0 | 0 | 1      |
| 81   | Tahmidur Rahman          | Bangladesh                        | 6             | 1 | 0 | 0 | 1      |
| 81   | Jorge Gómez Baillo       | Argentina                         | 6             | 1 | 0 | 0 | 1      |
| 81   | Iolo Jones               | Galles                            | 6             | 1 | 0 | 0 | 1      |
| 81   | Ognjen Cvitan            | Croazia                           | 6             | 1 | 0 | 0 | 1      |
| 81   | Brain Kelly              | Irlanda                           | 6             | 1 | 0 | 0 | 1      |
| 81   | Geoffrey Makumbi         | Uganda                            | 6             | 1 | 0 | 0 | 1      |
| 81   | Alexei Barsov            | Uzbekistan                        | 6             | 1 | 0 | 0 | 1      |
| 81   | Sam Collins              | Irlanda                           | 6             | 1 | 0 | 0 | 1      |
| 81   | Richmond Phiri           | Zambia                            | 6             | 1 | 0 | 0 | 1      |
| 81   | Emil Sutovskij           | Israele                           | 2             | 1 | 0 | 0 | 1      |
| 81   | Vital' Ceceraŭ           | Bielorussia                       | 3             | 1 | 0 | 0 | 1      |
| 81   | Sébastien Feller         | Francia                           | 5             | 1 | 0 | 0 | 1      |
| 81   | David Navara             | Rep. Ceca                         | 2             | 1 | 0 | 0 | 1      |
| 81   | Vladislav Tkačëv         | Francia                           | 4             | 1 | 0 | 0 | 1      |

## Medaglie a squadre

### Torneoopen
| Giocatore | Paese |   |   |   | Totale |
| --- | --- | - | - | - | ------ |
| Tigran Petrosyan | Unione Sovietica | 9 | 1 | 0 | 10     |
| Vasilij Smyslov | Unione Sovietica | 9 | 0 | 0 | 9      |
| Michail Tal' | Unione Sovietica | 8 | 0 | 0 | 8      |
| Garri Kasparov | Unione Sovietica, Russia | 8 | 0 | 0 | 8      |
| Paul Keres | Estonia, Unione Sovietica | 7 | 0 | 1 | 8      |
| Juchym Heller | Unione Sovietica | 7 | 0 | 0 | 7      |
| Boris Spasskij | Unione Sovietica, Francia | 6 | 1 | 0 | 7      |
| Leŭ Paluhaeŭski | Unione Sovietica | 6 | 1 | 0 | 7      |
| Anatolij Karpov | Unione Sovietica | 6 | 0 | 0 | 6      |
| Michail Botvinnik | Unione Sovietica | 6 | 0 | 0 | 6      |
| Viktor Korčnoj | Unione Sovietica, Svizzera | 6 | 0 | 0 | 6      |
| Pëtr Svidler | Russia | 5 | 2 | 0 | 7      |
| Artur Jusupov | Unione Sovietica, Germania | 5 | 1 | 0 | 6      |
| Vasyl' Ivančuk | Unione Sovietica, Ucraina | 4 | 1 | 3 | 8      |
| Sergej Rublëvskij | Russia | 4 | 0 | 1 | 5      |
| Evgenij Bareev | Unione Sovietica, Russia | 4 | 0 | 0 | 4      |
| Oleksandr Beljavs'kyj | Unione Sovietica, Ucraina Slovenia | 4 | 0 | 0 | 4      |
| David Bronštejn | Unione Sovietica | 4 | 0 | 0 | 4      |
| Frank James Marshall | Stati Uniti | 4 | 0 | 0 | 4      |
| Aleksandr Morozevič | Russia | 3 | 1 | 1 | 5      |
| Vladimir Kramnik | Russia | 3 | 1 | 1 | 5      |
| Aleksandr Chalifman | Russia | 3 | 1 | 0 | 4      |
| Aleksej Dreev | Russia | 3 | 1 | 0 | 4      |
| Isaac Kashdan | Stati Uniti | 3 | 1 | 0 | 4      |
| Vladimir Hakobyan | Armenia | 3 | 0 | 3 | 6      |
| Gabriel Sargsyan | Armenia | 3 | 0 | 2 | 5      |
| Lewon Aronyan | Armenia | 3 | 0 | 1 | 4      |
| Arthur Dake | Stati Uniti | 3 | 0 | 0 | 3      |
| Israel Horowitz | Stati Uniti | 3 | 0 | 0 | 3      |
| Reuben Fine | Stati Uniti | 3 | 0 | 0 | 3      |
| Aleksandr Griščuk | Russia | 2 | 3 | 0 | 5      |
| Árpád Vajda | Ungheria | 2 | 2 | 0 | 4      |
| Kornél Havasi | Ungheria | 2 | 2 | 0 | 4      |
| Endre Steiner | Ungheria | 2 | 2 | 0 | 4      |
| Rafayel Vahanyan | Unione Sovietica, Armenia | 2 | 1 | 2 | 5      |
| Artašes Minasyan | Armenia | 2 | 0 | 3 | 5      |
| Ruslan Ponomarëv | Ucraina | 2 | 0 | 3 | 5      |
| Konstantin Sakaev | Russia | 2 | 0 | 1 | 3      |
| Pavlo El'janov | Ucraina | 2 | 0 | 1 | 3      |
| Oleksandr Moïsejenko | Ucraina | 2 | 0 | 1 | 3      |
| Aleksandr Kotov | Unione Sovietica | 2 | 0 | 0 | 2      |
| Andrej Sokolov | Unione Sovietica, Francia | 2 | 0 | 0 | 2      |
| Leonid Štejn | Unione Sovietica | 2 | 0 | 0 | 2      |
| Géza Nagy | Ungheria | 2 | 0 | 0 | 2      |
| Tigran Petrosyan | Armenia | 2 | 0 | 0 | 2      |
| Svetozar Gligorić | Jugoslavia | 1 | 6 | 5 | 12     |
| Lajos Portisch | Ungheria | 1 | 3 | 2 | 6      |
| Zoltán Ribli | Ungheria | 1 | 3 | 0 | 4      |
| István Csom | Ungheria | 1 | 3 | 0 | 4      |
| Paulino Frydman | Polonia | 1 | 2 | 3 | 6      |
| Petar Trifunović | Jugoslavia | 1 | 2 | 2 | 5      |
| Robert Byrne | Stati Uniti | 1 | 2 | 2 | 5      |
| Savelij Tartakover | Polonia, Francia | 1 | 2 | 2 | 5      |
| Sergej Karjakin | Ucraina, Russia | 1 | 2 | 0 | 3      |
| William Lombardy | Stati Uniti | 1 | 1 | 2 | 4      |
| Kazimierz Makarczyk | Polonia | 1 | 1 | 2 | 4      |
| Erich Eliskases | Austria, Germania Argentina | 1 | 1 | 1 | 3      |
| Vadim Zvjagincev | Russia | 1 | 1 | 1 | 3      |
| Boris Gelfand | Israele | 1 | 1 | 1 | 3      |
| Gyula Sax | Ungheria | 1 | 1 | 0 | 2      |
| Herman Steiner | Stati Uniti | 1 | 1 | 0 | 2      |
| Larry Evans | Stati Uniti | 1 | 1 | 0 | 2      |
| Akiba Rubinstein | Polonia | 1 | 1 | 0 | 2      |
| Dawid Przepiórka | Polonia | 1 | 1 | 0 | 2      |
| Lubomir Kavalek | Cecoslovacchia Stati Uniti | 1 | 0 | 5 | 6      |
| James Tarjan | Stati Uniti | 1 | 0 | 3 | 4      |
| Smbat Lpowtyan | Armenia | 1 | 0 | 3 | 4      |
| Vasja Pirc | Jugoslavia | 1 | 0 | 2 | 3      |
| Braslav Rabar | Jugoslavia | 1 | 0 | 2 | 3      |
| Samuel Reshevsky | Stati Uniti | 1 | 0 | 1 | 2      |
| Karen Asryan | Armenia | 1 | 0 | 1 | 2      |
| Andrij Volokitin | Russia | 1 | 0 | 1 | 2      |
| András Adorján – Jurij Balašov – Albert Becker – Isaak Boleslavs'kyj – Kim Commons – Sergej Dolmatov – Zachar Jefimenko – Jaan Ehlvest – Ludwig Engels – Abraham Kupčik – Hennadij Kuz'min – Ding Liren – Paul Michel – Sergey Movsesyan – Ni Hua – Heinrich Reinhardtt – Volodymyr Savon – Albert Simonson – Mark Tajmanov – Vitalij Ceškovskij – Sergej Tivjakov – Volodymyr Tukmakov – László Vadász – Wang Yue – Wei Yi – Yu Yangyi – Leonid Judasin | András Adorján – Jurij Balašov – Albert Becker – Isaak Boleslavs'kyj – Kim Commons – Sergej Dolmatov – Zachar Jefimenko – Jaan Ehlvest – Ludwig Engels – Abraham Kupčik – Hennadij Kuz'min – Ding Liren – Paul Michel – Sergey Movsesyan – Ni Hua – Heinrich Reinhardtt – Volodymyr Savon – Albert Simonson – Mark Tajmanov – Vitalij Ceškovskij – Sergej Tivjakov – Volodymyr Tukmakov – László Vadász – Wang Yue – Wei Yi – Yu Yangyi – Leonid Judasin | 1 | 0 | 0 | 1      |
| Borislav Ivkov | Jugoslavia | 0 | 6 | 4 | 10     |
| Aleksandar Matanović | Jugoslavia | 0 | 5 | 4 | 9      |
| Miguel Najdorf | Polonia, Argentina | 0 | 4 | 3 | 7      |
| Bruno Parma | Jugoslavia | 0 | 4 | 2 | 6      |
| John Nunn | Inghilterra | 0 | 3 | 2 | 5      |
| Jonathan Speelman | Inghilterra | 0 | 3 | 1 | 4      |
| Murray Chandler | Inghilterra | 0 | 3 | 1 | 4      |
| Nigel Short | Inghilterra | 0 | 3 | 1 | 4      |
| Julio Bolbochán | Argentina | 0 | 3 | 1 | 4      |
| Héctor Rossetto | Argentina | 0 | 3 | 1 | 4      |
| Herman Pilnik | Argentina | 0 | 3 | 1 | 4      |
| Boris Gul'ko | Unione Sovietica, Stati Uniti | 0 | 3 | 1 | 4      |
| Nick De Firmian | Stati Uniti | 0 | 2 | 3 | 5      |
| Yasser Seirawan | Stati Uniti | 0 | 2 | 2 | 4      |
| Milan Matulović | Jugoslavia | 0 | 2 | 2 | 4      |
| Oleh Romanyšyn | Unione Sovietica, Ucraina | 0 | 2 | 2 | 4      |
| István Bilek | Ungheria | 0 | 2 | 1 | 3      |
| Győző Forintos | Ungheria | 0 | 2 | 1 | 3      |
| Anthony Miles | Inghilterra | 0 | 2 | 1 | 3      |
| Božidar Ðuraševic | Jugoslavia | 0 | 2 | 0 | 2      |
| Zoltán Almási | Ungheria | 0 | 2 | 0 | 2      |
| Robert Fischer | Stati Uniti | 0 | 2 | 0 | 2      |
| Péter Lékó | Ungheria | 0 | 2 | 0 | 2      |
| Judit Polgár | Ungheria | 0 | 2 | 0 | 2      |
| Nicolas Rossolimo | Stati Uniti | 0 | 2 | 0 | 2      |
| Carlos Guimard | Argentina | 0 | 2 | 0 | 2      |
| Larry Christiansen | Stati Uniti | 0 | 1 | 4 | 5      |
| Aleksandr Oniščuk | Ucraina, Stati Uniti | 0 | 1 | 3 | 4      |
| László Szabó | Ungheria | 0 | 1 | 2 | 3      |
| Grigorij Kajdanov | Stati Uniti | 0 | 1 | 2 | 3      |
| Teodor Regedziński | Polonia | 0 | 1 | 2 | 3      |
| Andrija Fuderer | Jugoslavia | 0 | 1 | 2 | 3      |
| Ljubomir Ljubojević | Jugoslavia | 0 | 1 | 2 | 3      |
| Oscar Panno | Argentina | 0 | 1 | 2 | 3      |
| Dragoljub Minić | Jugoslavia | 0 | 1 | 1 | 2      |
| Predrag Nikolić | Jugoslavia Bosnia ed Erzegovina | 0 | 1 | 1 | 2      |
| Bojan Kurajica | Jugoslavia Bosnia ed Erzegovina | 0 | 1 | 1 | 2      |
| Borislav Milić | Jugoslavia | 0 | 1 | 1 | 2      |
| Levente Lengyel | Ungheria | 0 | 1 | 1 | 2      |
| Jonathan Mestel | Inghilterra | 0 | 1 | 1 | 2      |
| John Fedorowicz | Stati Uniti | 0 | 1 | 1 | 2      |
| Joel Benjamin | Stati Uniti | 0 | 1 | 1 | 2      |
| Aleksej Ermolinskij | Stati Uniti | 0 | 1 | 1 | 2      |
| Gideon Ståhlberg | Svezia | 0 | 1 | 1 | 2      |
| Gösta Stoltz | Svezia | 0 | 1 | 1 | 2      |
| Erik Lundin | Svezia | 0 | 1 | 1 | 2      |
| Gennadij Sosonko | Paesi Bassi | 0 | 1 | 1 | 2      |
| Salo Flohr | Cecoslovacchia | 0 | 1 | 1 | 2      |
| Josef Rejfír | Cecoslovacchia | 0 | 1 | 1 | 2      |
| Karel Opočenský | Cecoslovacchia | 0 | 1 | 1 | 2      |
| Karel Skalička | Cecoslovacchia | 0 | 1 | 1 | 2      |
| Gata Kamskij | Stati Uniti | 0 | 1 | 1 | 2      |
| Hikaru Nakamura | Stati Uniti | 0 | 1 | 1 | 2      |
| Varowžan Hakobyan | Stati Uniti | 0 | 1 | 1 | 2      |
| Maxim Rodsthein | Israele | 0 | 1 | 1 | 2      |
| Pál Benkő | Stati Uniti, Ungheria | 0 | 1 | 1 | 2      |
| Andor Lilienthal – Iván Faragó – József Pintér – Zoltán Gyimesi, Róbert Ruck – Péter Ács – Orla Krause – Holger Norman Hansen – Erik Andersen – Hans Ruben – Samuel Factor – Erling Tholfsen – Milton Hanauer – Bu Xiangzhi – Zhang Zhong – Zhang Pengxiang – Zhao Jun – Ivan Sokolov – Emir Dizdarević – Nebojša Nikolić – Rado Milovanović – Géza Maróczy – Glenn Flear – William Watson – Sándor Takács – Arthur Bisguier – Raymond Weinstein – William Addison – Ildar Ibragimov – Alexander Shabalov – Volodymyr Malanjuk – Igor' Novikov – Gösta Danielsson – Jan Timman – Jan Donner – Hans Ree – Gert Ligterink – Franciscus Kuijpers – Franciszek Sulik – Milan Vidmar Jr – Stojan Puc – Robert Hübner – Rustem Dautov – Christopher Lutz – Klaus Bischoff – Thomas Luther – Valerij Loginov – Grigorij Serper – Aleksandr Nenašev – Sergej Zagrebel'nij – Mikhail Saltaev, Saidali Yuldachev – Karel Treybal – Vlastimil Hort – Jan Smejkal – Ľubomír Ftáčnik – Vlastimil Jansa – Ján Plachetka – Jan Ambrož – Nikola Karaklajić – Mijo Udovčić – Dragoljub Čirić – Albin Planinc – Dragoljub Velimirović – Stanyslav Savčenko – Michael Roiz – Boris Avruch – Evgeny Postny – Vladimir Malachov – Evgenij Tomaševskij – Dmitrij Jakovenko                                                                                   | Andor Lilienthal – Iván Faragó – József Pintér – Zoltán Gyimesi, Róbert Ruck – Péter Ács – Orla Krause – Holger Norman Hansen – Erik Andersen – Hans Ruben – Samuel Factor – Erling Tholfsen – Milton Hanauer – Bu Xiangzhi – Zhang Zhong – Zhang Pengxiang – Zhao Jun – Ivan Sokolov – Emir Dizdarević – Nebojša Nikolić – Rado Milovanović – Géza Maróczy – Glenn Flear – William Watson – Sándor Takács – Arthur Bisguier – Raymond Weinstein – William Addison – Ildar Ibragimov – Alexander Shabalov – Volodymyr Malanjuk – Igor' Novikov – Gösta Danielsson – Jan Timman – Jan Donner – Hans Ree – Gert Ligterink – Franciscus Kuijpers – Franciszek Sulik – Milan Vidmar Jr – Stojan Puc – Robert Hübner – Rustem Dautov – Christopher Lutz – Klaus Bischoff – Thomas Luther – Valerij Loginov – Grigorij Serper – Aleksandr Nenašev – Sergej Zagrebel'nij – Mikhail Saltaev, Saidali Yuldachev – Karel Treybal – Vlastimil Hort – Jan Smejkal – Ľubomír Ftáčnik – Vlastimil Jansa – Ján Plachetka – Jan Ambrož – Nikola Karaklajić – Mijo Udovčić – Dragoljub Čirić – Albin Planinc – Dragoljub Velimirović – Stanyslav Savčenko – Michael Roiz – Boris Avruch – Evgeny Postny – Vladimir Malachov – Evgenij Tomaševskij – Dmitrij Jakovenko                                                                                   | 0 | 1 | 0 | 1      |
| Walter Browne | Stati Uniti | 0 | 0 | 4 | 4      |
| Lev Al'burt | Stati Uniti | 0 | 0 | 2 | 2      |
| Wolfgang Unzicker | Germania Ovest | 0 | 0 | 2 | 2      |
| Lothar Schmid | Germania Ovest | 0 | 0 | 2 | 2      |
| Ašot Anastasyan | Armenia | 0 | 0 | 2 | 2      |
| Raúl Sanguineti | Argentina | 0 | 0 | 2 | 2      |
| Michael Adams – Baskaran Adhiban – Carl Ahues – Izaak Appel – Henry Atkins – Volodymyr Baklan – Gedeon Barcza – László Bárczay – Miklós Bély – Mario Bertok – Karl Berndtsson – Wolfram Bialas – Abram Blass – Milko Bobocov - Carl Carls – Mieczysław Chwojnik – Mato Damjanović – Klaus Darga – Maxim Dlugy – Rudy Douven – Roman Dzindzichashvili – Vjačeslav Ėjnhorn – Jaime Emma – Alberto Foguelman – Henryk Friedman – Gunnar Friedemann – Karl Gilg – William Hartston – Julian Hodgson – Raymond Keene – Atanas Kolarov – Marinus Kuijf – M.R. Lalith Babu – Anatolij Lejn – Vadym Malachatko – Volodymyr Malanjuk – Slavoljub Marjanović – Victor Michalevski – Dieter Mohrlock – Nikola Pădevski – Peicho Peev – Helmut Pfleger – Jeroen Piket – Kurt Richter – Friedrich Sämisch – Gerhard Pfeiffer – Reginald Michell – Ludwig Rellstab – Josip Rukavina – Aršak Petrosyan – Ivan Radulov – Ilmar Raud – Rodolfo Redolfi – Krishnan Sasikiran – Paul Schmidt – Jurij Šul'man – Il'ja Smiryn – Panayapan Sethuraman – Edmund Spencer – Stanislav Savčenko – Hans-Hilmar Staudte – Michael Stean – Emil Sutovskij – György Szilágyi – George Alan Thomas – Georgi Tringov – Johannes Türn – Milan Vukčević – Michail Ulibin – John van der Wiel – Paul van der Sterren – Heinrich Wagner – Frederick Yates – Vasilij Emelin | Michael Adams – Baskaran Adhiban – Carl Ahues – Izaak Appel – Henry Atkins – Volodymyr Baklan – Gedeon Barcza – László Bárczay – Miklós Bély – Mario Bertok – Karl Berndtsson – Wolfram Bialas – Abram Blass – Milko Bobocov - Carl Carls – Mieczysław Chwojnik – Mato Damjanović – Klaus Darga – Maxim Dlugy – Rudy Douven – Roman Dzindzichashvili – Vjačeslav Ėjnhorn – Jaime Emma – Alberto Foguelman – Henryk Friedman – Gunnar Friedemann – Karl Gilg – William Hartston – Julian Hodgson – Raymond Keene – Atanas Kolarov – Marinus Kuijf – M.R. Lalith Babu – Anatolij Lejn – Vadym Malachatko – Volodymyr Malanjuk – Slavoljub Marjanović – Victor Michalevski – Dieter Mohrlock – Nikola Pădevski – Peicho Peev – Helmut Pfleger – Jeroen Piket – Kurt Richter – Friedrich Sämisch – Gerhard Pfeiffer – Reginald Michell – Ludwig Rellstab – Josip Rukavina – Aršak Petrosyan – Ivan Radulov – Ilmar Raud – Rodolfo Redolfi – Krishnan Sasikiran – Paul Schmidt – Jurij Šul'man – Il'ja Smiryn – Panayapan Sethuraman – Edmund Spencer – Stanislav Savčenko – Hans-Hilmar Staudte – Michael Stean – Emil Sutovskij – György Szilágyi – George Alan Thomas – Georgi Tringov – Johannes Türn – Milan Vukčević – Michail Ulibin – John van der Wiel – Paul van der Sterren – Heinrich Wagner – Frederick Yates – Vasilij Emelin | 0 | 0 | 1 | 1      |